# Groupe C des éliminatoires du Championnat d'Europe de football 2016
Navigation
Groupe B Groupe D
Cet article donne le calendrier, les résultats des matches ainsi que le classement du groupe C des éliminatoires de l'Euro 2016.

## Classement
| Rang | Équipe      | Pts | J  | G | N | P | Bp | Bc | Diff |  | Résultats (▼ dom., ► ext.) |     |     |     |     |     |     |
| ---- | ----------- | --- | -- | - | - | - | -- | -- | ---- |  | -------------------------- | --- | --- | --- | --- | --- | --- |
| 1    | Espagne     | 27  | 10 | 9 | 0 | 1 | 23 | 3  | +20  |  | Espagne                    |     | 2-0 | 1-0 | 3-0 | 4-0 | 5-1 |
| 2    | Slovaquie   | 22  | 10 | 7 | 1 | 2 | 17 | 8  | +9   |  | Slovaquie                  | 2-1 |     | 0-0 | 0-1 | 3-0 | 2-1 |
| 3    | Ukraine     | 19  | 10 | 6 | 1 | 3 | 14 | 4  | +10  |  | Ukraine                    | 0-1 | 0-1 |     | 3-1 | 3-0 | 1-0 |
| 4    | Biélorussie | 11  | 10 | 3 | 2 | 5 | 8  | 14 | -6   |  | Biélorussie                | 0-1 | 1-3 | 0-2 |     | 2-0 | 0-0 |
| 5    | Luxembourg  | 4   | 10 | 1 | 1 | 8 | 6  | 27 | -21  |  | Luxembourg                 | 0-4 | 2-4 | 0-3 | 1-1 |     | 1-0 |
| 6    | Macédoine   | 4   | 10 | 1 | 1 | 8 | 6  | 18 | -12  |  | Macédoine                  | 0-1 | 0-2 | 0-2 | 1-2 | 3-2 |     |

- La Biélorussie, le Luxembourg et la Macédoine sont éliminés à la suite et malgré leur défaite et victoire (3-1), (1-0 (de la Macédoine)) et (1-0 (du Luxembourg)) en Ukraine et au Luxembourg et face à la Macédoine, le 5 septembre 2015.
- L'Espagne assure de terminer premier du groupe et se qualifie pour l'Euro 2016 de football à la suite de sa victoire (4-0) face au Luxembourg, le 9 octobre 2015.
- L'Ukraine termine troisième du groupe et joue les barrages à la suite de sa défaite (0-1) face à l'Espagne, le 12 octobre 2015.
- La Slovaquie termine deuxième du groupe et se qualifie pour l'Euro 2016 de football à la suite de sa victoire (2-4) au Luxembourg, le 12 octobre 2015.

## Résultats et calendrier
| 1re journée                | Luxembourg | 1 – 1   | Biélorussie | Stade Josy-Barthel, Luxembourg                    |                                                   |
| 8 septembre 2014 20h45 HEC | Gerson 42e | (1 - 0) | 78e Dragoun | Spectateurs : 3 265 Arbitrage : Gediminas Mažeika | Spectateurs : 3 265 Arbitrage : Gediminas Mažeika |
| 8 septembre 2014 20h45 HEC | Rapport    |         |             | Spectateurs : 3 265 Arbitrage : Gediminas Mažeika | Spectateurs : 3 265 Arbitrage : Gediminas Mažeika |

|           | Espagne                                                                       | 5 – 1   | Macédoine          | Estadi Ciutat de València, Valence                  |                                                     |
| 20h45 HEC | Ramos 16e (pen.) · Alcácer 17e · Busquets 45+3e · Silva 50e · Rodriguez 90+1e | (3 - 1) | 28e (pen.) Ibraimi | Spectateurs : 18 553 Arbitrage : Tasos Sidiropoulos | Spectateurs : 18 553 Arbitrage : Tasos Sidiropoulos |
| 20h45 HEC | Rapport                                                                       |         |                    | Spectateurs : 18 553 Arbitrage : Tasos Sidiropoulos | Spectateurs : 18 553 Arbitrage : Tasos Sidiropoulos |

|           | Ukraine | 0 – 1   | Slovaquie | Stade olympique, Kiev                          |                                                |
| 20h45 HEC |         | (0 - 1) | 17e Mak   | Spectateurs : 38 454 Arbitrage : Craig Thomson | Spectateurs : 38 454 Arbitrage : Craig Thomson |
| 20h45 HEC | Rapport |         |           | Spectateurs : 38 454 Arbitrage : Craig Thomson | Spectateurs : 38 454 Arbitrage : Craig Thomson |

| 2e journée               | Biélorussie | 0 – 2   | Ukraine                                    | Stade de Borissov, Borissov                     |                                                 |
| 9 octobre 2014 20h45 HEC |             | (0 - 0) | 82e (csc) Martynovitch · 90+3e Sydortchouk | Spectateurs : 10 512 Arbitrage : Pol van Boekel | Spectateurs : 10 512 Arbitrage : Pol van Boekel |
| 9 octobre 2014 20h45 HEC | Rapport     |         |                                            | Spectateurs : 10 512 Arbitrage : Pol van Boekel | Spectateurs : 10 512 Arbitrage : Pol van Boekel |

|           | Macédoine                                              | 3 – 2   | Luxembourg             | Philip II Arena, Skopje                          |                                                  |
| 20h45 HEC | Trajkovski 20e · Jahović 66e (pen.) · Abdurahimi 90+2e | (1 - 2) | 39e Bensi · 44e Turpel | Spectateurs : 11 500 Arbitrage : Paolo Mazzoleni | Spectateurs : 11 500 Arbitrage : Paolo Mazzoleni |
| 20h45 HEC | Rapport                                                |         |                        | Spectateurs : 11 500 Arbitrage : Paolo Mazzoleni | Spectateurs : 11 500 Arbitrage : Paolo Mazzoleni |

|           | Slovaquie             | 2 – 1   | Espagne     | Štadión MŠK Žilina, Žilina                    |                                               |
| 20h45 HEC | Kucka 17e · Stoch 87e | (1 - 0) | 82e Alcácer | Spectateurs : 9 478 Arbitrage : Björn Kuipers | Spectateurs : 9 478 Arbitrage : Björn Kuipers |
| 20h45 HEC | Rapport               |         |             | Spectateurs : 9 478 Arbitrage : Björn Kuipers | Spectateurs : 9 478 Arbitrage : Björn Kuipers |

| 3e journée                | Ukraine           | 1 – 0   | Macédoine | Stade de Lviv, Lviv                                   |                                                       |
| 12 octobre 2014 18h00 HEC | Sydortchouk 45+2e | (1 - 0) |           | Spectateurs : 33 978 Arbitrage : Sébastien Delferiere | Spectateurs : 33 978 Arbitrage : Sébastien Delferiere |
| 12 octobre 2014 18h00 HEC | Rapport           |         |           | Spectateurs : 33 978 Arbitrage : Sébastien Delferiere | Spectateurs : 33 978 Arbitrage : Sébastien Delferiere |

|           | Biélorussie    | 1 – 3   | Slovaquie                     | Stade de Borissov, Borissov                    |                                                |
| 20h45 HEC | Kalatchiov 79e | (0 - 0) | 65e 84e Hamšík · 90+1e Šesták | Spectateurs : 3 684 Arbitrage : Serge Gumienny | Spectateurs : 3 684 Arbitrage : Serge Gumienny |
| 20h45 HEC | Rapport        |         |                               | Spectateurs : 3 684 Arbitrage : Serge Gumienny | Spectateurs : 3 684 Arbitrage : Serge Gumienny |

|           | Luxembourg | 0 – 4   | Espagne                                          | Stade Josy-Barthel, Luxembourg            |                                           |
| 20h45 HEC |            | (0 - 2) | 27e Silva · 42e Alcácer · 69e Costa · 88e Bernat | Spectateurs : 8 125 Arbitrage : Paweł Gil | Spectateurs : 8 125 Arbitrage : Paweł Gil |
| 20h45 HEC | Rapport    |         |                                                  | Spectateurs : 8 125 Arbitrage : Paweł Gil | Spectateurs : 8 125 Arbitrage : Paweł Gil |

| 4e journée                 | Luxembourg | 0 – 3   | Ukraine                | Stade Josy-Barthel, Luxembourg                     |                                                    |
| 15 novembre 2014 18h00 HEC |            | (0 - 1) | 33e 53e 56e Iarmolenko | Spectateurs : 4 379 Arbitrage : Kristinn Jakobsson | Spectateurs : 4 379 Arbitrage : Kristinn Jakobsson |
| 15 novembre 2014 18h00 HEC | Rapport    |         |                        | Spectateurs : 4 379 Arbitrage : Kristinn Jakobsson | Spectateurs : 4 379 Arbitrage : Kristinn Jakobsson |

|           | Macédoine | 0 – 2   | Slovaquie             | Philip II Arena, Skopje                        |                                                |
| 20h45 HEC |           | (0 - 2) | 25e Kucka · 38e Nemec | Spectateurs : 11 322 Arbitrage : Pedro Proença | Spectateurs : 11 322 Arbitrage : Pedro Proença |
| 20h45 HEC | Rapport   |         |                       | Spectateurs : 11 322 Arbitrage : Pedro Proença | Spectateurs : 11 322 Arbitrage : Pedro Proença |

|           | Espagne                             | 3 – 0   | Biélorussie | Estadio Nuevo Colombino, Huelva              |                                              |
| 20h45 HEC | Isco 18e · Busquets 19e · Pedro 55e | (2 - 0) |             | Spectateurs : 19 249 Arbitrage : Kenn Hansen | Spectateurs : 19 249 Arbitrage : Kenn Hansen |
| 20h45 HEC | Rapport                             |         |             | Spectateurs : 19 249 Arbitrage : Kenn Hansen | Spectateurs : 19 249 Arbitrage : Kenn Hansen |

| 5e journée             | Macédoine     | 1 – 2   | Biélorussie                     | Philip II Arena, Skopje                        |                                                |
| 27 mars 2015 20h45 HEC | Trajkovski 9e | (1 - 1) | 44e Kalatchiov · 82e Kornilenko | Spectateurs : 3 447 Arbitrage : Anthony Taylor | Spectateurs : 3 447 Arbitrage : Anthony Taylor |
| 27 mars 2015 20h45 HEC | Rapport       |         |                                 | Spectateurs : 3 447 Arbitrage : Anthony Taylor | Spectateurs : 3 447 Arbitrage : Anthony Taylor |

|           | Slovaquie                           | 3 – 0   | Luxembourg | Štadión MŠK Žilina, Žilina                     |                                                |
| 20h45 HEC | Nemec 10e · Weiss 21e · Pekarík 40e | (3 - 0) |            | Spectateurs : 9 524 Arbitrage : Stephan Studer | Spectateurs : 9 524 Arbitrage : Stephan Studer |
| 20h45 HEC | Rapport                             |         |            | Spectateurs : 9 524 Arbitrage : Stephan Studer | Spectateurs : 9 524 Arbitrage : Stephan Studer |

|           | Espagne    | 1 – 0   | Ukraine | Estadio Ramón Sánchez Pizjuán, Séville        |                                               |
| 20h45 HEC | Morata 28e | (1 - 0) |         | Spectateurs : 33 775 Arbitrage : Cüneyt Çakır | Spectateurs : 33 775 Arbitrage : Cüneyt Çakır |
| 20h45 HEC | Rapport    |         |         | Spectateurs : 33 775 Arbitrage : Cüneyt Çakır | Spectateurs : 33 775 Arbitrage : Cüneyt Çakır |

| 6e journée             | Ukraine                                     | 3 – 0   | Luxembourg | Stade de Lviv, Lviv                            |                                                |
| 14 juin 2015 18h00 HEC | Kravets 49e · Harmach 57e · Konoplianka 87e | (0 - 0) |            | Spectateurs : 21 635 Arbitrage : Arnold Hunter | Spectateurs : 21 635 Arbitrage : Arnold Hunter |
| 14 juin 2015 18h00 HEC | Rapport                                     |         |            | Spectateurs : 21 635 Arbitrage : Arnold Hunter | Spectateurs : 21 635 Arbitrage : Arnold Hunter |

|           | Biélorussie | 0 – 1   | Espagne   | Stade de Borissov, Borissov                           |                                                       |
| 20h45 HEC |             | (0 - 1) | 45e Silva | Spectateurs : 13 121 Arbitrage : Robert Schörgenhofer | Spectateurs : 13 121 Arbitrage : Robert Schörgenhofer |
| 20h45 HEC | Rapport     |         |           | Spectateurs : 13 121 Arbitrage : Robert Schörgenhofer | Spectateurs : 13 121 Arbitrage : Robert Schörgenhofer |

|           | Slovaquie              | 2 – 1   | Macédoine | Štadión MŠK Žilina, Žilina                   |                                              |
| 20h45 HEC | Salata 8e · Hamšík 39e | (2 - 0) | 69e Ademi | Spectateurs : 10 765 Arbitrage : Kenn Hansen | Spectateurs : 10 765 Arbitrage : Kenn Hansen |
| 20h45 HEC | Rapport                |         |           | Spectateurs : 10 765 Arbitrage : Kenn Hansen | Spectateurs : 10 765 Arbitrage : Kenn Hansen |

| 7e journée                 | Luxembourg  | 1 – 0   | Macédoine | Stade Josy-Barthel, Luxembourg            |                                           |
| 5 septembre 2015 18h00 HEC | Thill 90+2e | (0 - 0) |           | Spectateurs : 1 657 Arbitrage : Lee Evans | Spectateurs : 1 657 Arbitrage : Lee Evans |
| 5 septembre 2015 18h00 HEC | Rapport     |         |           | Spectateurs : 1 657 Arbitrage : Lee Evans | Spectateurs : 1 657 Arbitrage : Lee Evans |

|           | Ukraine                                              | 3 – 1   | Biélorussie           | Stade de Lviv, Lviv                          |                                              |
| 18h00 HEC | Kravets 7e · Iarmolenko 30e · Konoplianka 40e (pen.) | (3 - 0) | 62e (pen.) Kornilenko | Spectateurs : 32 648 Arbitrage : Liran Liany | Spectateurs : 32 648 Arbitrage : Liran Liany |
| 18h00 HEC | Rapport                                              |         |                       | Spectateurs : 32 648 Arbitrage : Liran Liany | Spectateurs : 32 648 Arbitrage : Liran Liany |

|           | Espagne                      | 2 – 0   | Slovaquie | Nuevo Carlos Tartiere, Oviedo                  |                                                |
| 20h45 HEC | Alba 5e · Iniesta 30e (pen.) | (2 - 0) |           | Spectateurs : 19 874 Arbitrage : Damir Skomina | Spectateurs : 19 874 Arbitrage : Damir Skomina |
| 20h45 HEC | Rapport                      |         |           | Spectateurs : 19 874 Arbitrage : Damir Skomina | Spectateurs : 19 874 Arbitrage : Damir Skomina |

| 8e journée                 | Biélorussie          | 2 – 0   | Luxembourg | Stade de Borissov, Borissov                   |                                               |
| 8 septembre 2015 20h45 HEC | Gordeïtchouk 34e 62e | (1 - 0) |            | Spectateurs : 3 482 Arbitrage : Slavko Vinčić | Spectateurs : 3 482 Arbitrage : Slavko Vinčić |
| 8 septembre 2015 20h45 HEC | Rapport              |         |            | Spectateurs : 3 482 Arbitrage : Slavko Vinčić | Spectateurs : 3 482 Arbitrage : Slavko Vinčić |

|           | Macédoine | 0 – 1   | Espagne           | Philip II Arena, Skopje                            |                                                    |
| 20h45 HEC |           | (0 - 1) | 8e (csc) Pačovski | Spectateurs : 28 843 Arbitrage : Paolo Tagliavento | Spectateurs : 28 843 Arbitrage : Paolo Tagliavento |
| 20h45 HEC | Rapport   |         |                   | Spectateurs : 28 843 Arbitrage : Paolo Tagliavento | Spectateurs : 28 843 Arbitrage : Paolo Tagliavento |

|           | Slovaquie | 0 – 0   | Ukraine | Štadión MŠK Žilina, Žilina                       |                                                  |
| 20h45 HEC |           | (0 - 0) |         | Spectateurs : 10 648 Arbitrage : Martin Atkinson | Spectateurs : 10 648 Arbitrage : Martin Atkinson |
| 20h45 HEC | Rapport   |         |         | Spectateurs : 10 648 Arbitrage : Martin Atkinson | Spectateurs : 10 648 Arbitrage : Martin Atkinson |

| 9e journée               | Macédoine | 0 – 2   | Ukraine                            | Philip II Arena, Skopje    |                            |
| 9 octobre 2015 20h45 HEC |           | (0 - 0) | 59e (pen.) Selezniov · 87e Kravets | Arbitrage : Ovidiu Haţegan | Arbitrage : Ovidiu Haţegan |
| 9 octobre 2015 20h45 HEC | Rapport   |         |                                    | Arbitrage : Ovidiu Haţegan | Arbitrage : Ovidiu Haţegan |

|           | Slovaquie | 0 – 1   | Biélorussie | Štadión MŠK Žilina, Žilina |                           |
| 20h45 HEC |           | (0 - 1) | 34e Dragoun | Arbitrage : Hüseyin Göçek  | Arbitrage : Hüseyin Göçek |
| 20h45 HEC | Rapport   |         |             | Arbitrage : Hüseyin Göçek  | Arbitrage : Hüseyin Göçek |

|           | Espagne                           | 4 – 0   | Luxembourg | Estadio Las Gaunas, Logroño      |                                  |
| 20h45 HEC | Cazorla 42e 85e · Alcácer 67e 80e | (1 - 0) |            | Arbitrage : Sébastien Delferiere | Arbitrage : Sébastien Delferiere |
| 20h45 HEC | Rapport                           |         |            | Arbitrage : Sébastien Delferiere | Arbitrage : Sébastien Delferiere |

| 10e journée               | Biélorussie | 0 – 0   | Macédoine | Stade de Borissov, Borissov   |                               |
| 12 octobre 2015 20h45 HEC |             | (0 - 0) |           | Arbitrage : Christian Dingert | Arbitrage : Christian Dingert |
| 12 octobre 2015 20h45 HEC | Rapport     |         |           | Arbitrage : Christian Dingert | Arbitrage : Christian Dingert |

|           | Luxembourg                     | 2 – 4   | Slovaquie                              | Stade Josy-Barthel, Luxembourg |                            |
| 20h45 HEC | Mutsch 61e · Gerson 65e (pen.) | (0 - 3) | 24e 90+1e Hamšík · 29e Nemec · 30e Mak | Arbitrage : Oliver Drachta     | Arbitrage : Oliver Drachta |
| 20h45 HEC | Rapport                        |         |                                        | Arbitrage : Oliver Drachta     | Arbitrage : Oliver Drachta |

|           | Ukraine | 0 – 1   | Espagne   | Stade olympique, Kiev     |                           |
| 20h45 HEC |         | (0 - 1) | 22e Mario | Arbitrage : Milorad Mažić | Arbitrage : Milorad Mažić |
| 20h45 HEC | Rapport |         |           | Arbitrage : Milorad Mažić | Arbitrage : Milorad Mažić |

## Buteurs
| Pos | Joueur                | Pays        | Buts |
| --- | --------------------- | ----------- | ---- |
| 1   | Andri Iarmolenko      | Ukraine     | 4    |
| 2   | Paco Alcácer          | Espagne     | 3    |
| 2   | David Silva           | Espagne     | 3    |
| 2   | Marek Hamšík          | Slovaquie   | 3    |
| 5   | Mikhaïl Gordeïtchouk  | Biélorussie | 2    |
| 5   | Timofeï Kalatchiov    | Biélorussie | 2    |
| 5   | Sergueï Kornilenko    | Biélorussie | 2    |
| 5   | Sergio Busquets       | Espagne     | 2    |
| 5   | Pedro                 | Espagne     | 2    |
| 5   | Aleksandar Trajkovski | Macédoine   | 2    |
| 5   | Juraj Kucka           | Slovaquie   | 2    |
| 5   | Adam Nemec            | Slovaquie   | 2    |
| 5   | Ievhen Konoplianka    | Ukraine     | 2    |
| 5   | Artem Kravets         | Ukraine     | 2    |
| 5   | Serhi Sydortchouk     | Ukraine     | 2    |
| 16  | Stanislaw Drahoun     | Biélorussie | 1    |
| 16  | Jordi Alba            | Espagne     | 1    |
| 16  | Juan Bernat           | Espagne     | 1    |
| 16  | Diego Costa           | Espagne     | 1    |
| 16  | Andrés Iniesta        | Espagne     | 1    |
| 16  | Isco                  | Espagne     | 1    |
| 16  | Álvaro Morata         | Espagne     | 1    |
| 16  | Sergio Ramos          | Espagne     | 1    |
| 16  | Stefano Bensi         | Luxembourg  | 1    |
| 16  | Lars Gerson           | Luxembourg  | 1    |
| 16  | Sébastien Thill       | Luxembourg  | 1    |
| 16  | David Turpel          | Luxembourg  | 1    |
| 16  | Besart Abdurahimi     | Macédoine   | 1    |
| 16  | Arijan Ademi          | Macédoine   | 1    |
| 16  | Agim Ibraimi          | Macédoine   | 1    |
| 16  | Adis Jahović          | Macédoine   | 1    |
| 16  | Róbert Mak            | Slovaquie   | 1    |
| 16  | Peter Pekarík         | Slovaquie   | 1    |
| 16  | Kornel Saláta         | Slovaquie   | 1    |
| 16  | Stanislav Šesták      | Slovaquie   | 1    |
| 16  | Miroslav Stoch        | Slovaquie   | 1    |
| 16  | Vladimír Weiss        | Slovaquie   | 1    |
| 16  | Denys Harmach         | Ukraine     | 1    |

### Buts contre son camp
| Joueur                  | Pays                       | Buts csc |
| ----------------------- | -------------------------- | -------- |
| Aliaxandre Martynovitch | Biélorussie (pour Ukraine) | 1        |
| Tome Pačovski           | Macédoine (pour Espagne)   | 1        |